# Машівська сільська рада (Любомльський район)
Машівська сільська рада — орган місцевого самоврядування у Любомльському районі Волинської області з адміністративним центром у с. Машів.

## Населені пункти
Сільській раді підпорядковані населені пункти:
- с. Машів

## Склад ради
Рада складається з 12 депутатів та голови.

### Керівний склад ради
| ПІБ                        | Основні відомості                                                 | Дата обрання | Дата звільнення |
| -------------------------- | ----------------------------------------------------------------- | ------------ | --------------- |
| Марченко Тетяна Михайлівна | Сільський голова, 1958 року народження, освіта, позапартійна      | 26.03.2006   | 31.10.2010      |
| Марченко Тетяна Михайлівна | Сільський голова, 1958 року народження, освіта вища, позапартійна | 31.10.2010   |                 |

Примітка: таблиця складена за даними джерела

## Населення
Згідно з переписом УРСР 1989 року чисельність наявного населення сільської ради становила 820 осіб, з яких 410 чоловіків та 410 жінок.
За переписом населення України 2001 року в сільській раді мешкала 731 особа.

### Мова
Розподіл населення за рідною мовою за даними перепису 2001 року:
| Мова       | Відсоток |
| ---------- | -------- |
| українська | 99,46 %  |
| російська  | 0,41 %   |